# 카타르 대학 경기장
카타르 대학 경기장은 카타르 도하에 위치할 예정이였던 2022년 FIFA 월드컵의 개최 경기장이다. 그러나 2014년 4월 20일, 카타르 정부가 FIFA에게 기존 12개 경기장에서 8개 경기장으로 축소 요청에 따라 이 경기장 건설은 백지화되었다.